# Zaiwanowo
Zaiwanowo (ukr. Заіванове) – wieś na Ukrainie w rejonie kowelskim, obwodzie wołyńskim. Wieś powstała po II wojnie światowej.
Do 2020 w rejonie ratnieńskim.